# Німецький мовний диплом

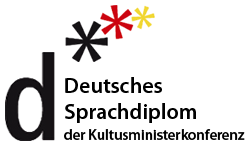

Німецький мовний диплом (нім. Deutsches Sprachdiplom, скорочено DSD) — програма Конференції земельних міністрів освіти і культури ФРН, що передбачає складання екзамену з дисциплін «Німецька мова як іноземна» чи «Німецька мова як друга іноземна». Цей іспит можна скласти після багаторічного вивчення німецької мови у спеціалізованій школі. В Україні налічується більше двадцяти шкіл, які пропонують навчання за програмою DSD. Щорічно у всьому світі учасниками цього екзамену є близько 50000 учнів віком від 14 до 19 років. Німецький мовний диплом першого ступеня (згідно зі стандартами Загальноєвропейських рекомендацій з мовної освіти рівень володіння мовою А2/В1) є для іноземних громадян мовною передумовою для відвідання Studienkolleg у Німеччині, а Німецький мовний диплом другого ступеня (відповідає рівню володіння мовою В2/С1) є передумовою для навчання у вищих школах та університетах Німеччини.

## Німецький мовний диплом в Україні
Більше двадцяти шкіл в Україні дозволяють після навчання за програмою Німецького мовного диплому скласти зазначений мовний іспит (так звані DSD-школи). Чисельність цих шкіл та учасників екзамену на Німецький мовний диплом постійно зростає. На сьогодні понад 200 учнів щорічно успішно складають іспит. В українських DSD-школах працюють 15 викладачів з ФРН, 4 з яких (у Львові, Києві, Кривому Розі та Донецьку) мають особливу функцію регіональних координаторів та порадників.
У Києві та Одесі надається комплексна консультація з питань Німецького мовного диплому. Тут зацікавлені школи можуть одержати всю необхідну інформацію про те, як стати акредитованою DSD-школою. Консультанти також допомагають школам та учням з допуском до складання екзамену на Німецький мовний диплом. На додаток українським вчителям з німецької мови пропонуються можливості підвищення кваліфікації, учням надається шанс отримати стипендію для навчання у німецькому ВНЗ та школи забезпечуються потрібним навчальним матеріалом. Важливою надалі залишається співпраця з колишніми учасниками іспиту на Німецький мовний диплом.

## Відмінності у порівнянні з іншими екзаменами з дисципліни «Німецька мова як іноземна»
Головна відмінність Німецького мовного диплому Конференції земельних міністрів освіти і культури ФРН у порівнянні з іншими мовними сертифікатами, що засвідчують знання німецької мови як іноземної чи німецької мови як другої іноземної, полягає в його «прив’язці» до шкільної освіти. Підхід Німецького мовного диплому ґрунтується не на сертифікації знань за принципом «навчання заради тесту», а на системному формуванні німецькомовної компетенції протягом навчання в школі. На відміну від багатьох інших мовних сертифікатів складання цього мовного екзамену не передбачає сплати ніяких зборів і є можливим лише після багаторічного вивчення німецької мови в школі. Як до викладання німецької мови за програмою Німецького мовного диплому, так і до складання екзаменаційних тестів та їх перевірки і оцінки виконання залучаються вчителі з шкіл федеральних земель Німеччини. Оскільки Німецький мовний диплом видається від імені Конференції земельних міністрів, які відповідають за питання розвитку освіти і культури в Німеччині, то в порівнянні з іншими інституціями, які пропонують подібні екзамени, котрі, однак, не мають відношення до шкільної освіти, цей диплом та сам процес сертифікації мають особливо вагоме значення, яке, серед іншого, проявляється і у його визнанні.

## Історія та відомчі повноваження
16 березня 1972 року Конференція земельних міністрів освіти і культури ФРН ухвалила рішення про заснування Німецького мовного диплому, який почали видавати з 1974 року. В середині 70-х років минулого століття щороку у всьому світі цей екзамен складали від 500 до 1000 учнів, в 1995 році їх кількість зросла до 7500, а в 2000 році учасниками екзамену стали 14000 учнів. У 2007 році Німецький мовний диплом було адаптовано до рівнів володіння мовою згідно з Загальноєвропейськими рекомендаціями з мовної освіти, тому тепер в дипломі вказується рівень володіння німецькомовною компетенцією.

Оперативна робота, пов’язана з видачею від імені Конференції земельних міністрів освіти і культури ФРН Німецького мовного диплому, здійснюється Головним відомством з питань Німецького мовного диплому. До цієї інституції належать представники федеральних земель та держави, оскільки питання шкільної освіти за кордоном мають в Німеччині змішане підпорядкування як державі (зовнішня культурна та освітня політика), так і федеральним землям (виключний суверенітет в сфері культури). Відповідно до такого розподілу повноважень до Головного відомства з питань Німецького мовного диплому входять три представники федеральних земель та три представники держави. На сьогоднішній момент представники земельного рівня походять з таких федеральних земель, як Гессен, Баварія та Гамбург, а представники державного рівня належать до Міністерства закордонних справ, а також Головного відомства сприяння розвитку німецьких шкіл за кордоном, яке є структурним підрозділом Федерального адміністративного відомства. Керівником Головного відомства з питань Німецького мовного диплому з 2013 року є баварський міністерський державний службовець Томас Майєр. Пріоритетне завдання Головного відомства з питань Німецького мовного диплому полягає в загальному керівництві усіма справами, пов’язаними з видачею Німецького мовного диплому, в тому числі це і допуск шкіл та учнів до складання екзамену. Крім цього, цей орган контролює дотримання порядку організації і проведення екзаменів на Німецький мовний диплом. Він є також відповідальним за забезпечення якості при виконанні Програми Німецького мовного диплому у всьому світі.

В перші роки екзаменаційні матеріали, які потім використовувались у всьому світі, розроблялись представниками окремих федеральних земель, а загальне адміністрування здійснював секретаріат Конференції земельних міністрів освіти і культури ФРН. Зі збільшенням кількості учнів, які складали екзамен на Німецький мовний диплом, частина повноважень була передана Головному відомству сприяння розвитку німецьких шкіл за кордоном, яке входить в структуру Федерального адміністративного відомства. Як і раніше, секретаріат Конференції земельних міністрів освіти і культури ФРН забезпечує роботу бюро по розробці екзаменаційних матеріалів та управління справами в Головному відомстві з питань Німецького мовного диплому, а також є сполучною ланкою між структурами Конференції земельних міністрів освіти і культури ФРН на земельному рівні та причетними інституціями на державному рівні.

## Сучасне поширення
На сучасному етапі Німецький мовний диплом можна отримати в більш, ніж 800 школах у близько 60 країнах світу. Поряд з багатьма німецькими школами за кордоном, це і насамперед освітні шкільні заклади державного та приватного типу в самих закордонних країнах. Серед нинішніх щорічних 50.000 учасників, що складають іспити на Німецький мовний диплом, майже 30.000 учнів – це ті, хто вчаться у школах Франції і складають екзамен на диплом першого ступеня.
Крім цього в Гамбурзі реалізується пілотний проект, завдяки якому – після навчання за програмою Німецького мовного диплому та успішно складеного екзамену – Німецький мовний диплом з зазначенням рівня володіння мовою згідно з Загальноєвропейськими рекомендаціями з мовної освіти отримують також учні з сімей мігрантів в рамках їх шкільної первинної інтеграції в німецьке суспільство.

## Німецький мовний диплом, ступінь І
Конференція земельних міністрів освіти і культури ФРН вимагає для отримання Німецького мовного диплому першого ступеня вивчення німецької мови протягом 600- 800 шкільних уроків по 45 хвилин. В ході екзамену на Німецький мовний диплом першого ступеня, як і на диплом другого ступеня, мають бути підтверджені компетенції за такими аспектами: усна комунікація, письмова комунікація, сприйняття і розуміння мови на слух та розуміння прочитаного тексту. Для успішного складання екзамену необхідно виконати встановлені критерії.

## Німецький мовний диплом, ступінь II
До іспиту на Німецький мовний диплом другого ступеня допускаються учні незалежно від того, чи вони отримали диплом першого ступеня. Компетенції з усної комунікації, письмової комунікації, сприйняття й розуміння мови на слух та розуміння прочитаного перевіряються у цьому випадку після багаторічного шкільного навчання згідно з нормами володіння мовою на рівні В2/С1. Конференція земельних міністрів освіти і культури ФРН передбачає для допуску до складання цього екзамену від 800 до 1.200 шкільних уроків німецької мови тривалістю по 45 хвилин. Згідно з Рамковим порядком складання екзаменів з німецької мови для допуску до навчання у вищих школах Німеччини Німецький мовний диплом другого ступеня визнається як мовна передумова для допуску до навчання у вищих навчальних закладах. Вищі школи та університети визнають Німецький мовний диплом другого ступеня як мовну передумову для допуску до навчання, якщо компетенції, які підтверджуються цим дипломом, відповідають загальним вимогам до навчального процесу у ВНЗ чи конкретного напрямку підготовки.

## Веблінки
- DSD-школи України
- Німецький мовний диплом (німецькою мовою)
- Німецький мовний диплом та Центральний відділ у справах освіти за кордоном
- Офіційна сторінка Центрального відділу у справах освіти за кордоном (на німецькій мові)[недоступне посилання з липня 2019]
- Школа № 53 в Києві (на німецькій мові)